# Agela
Agela (en grec antic ἀγέλη) era una assemblea o reunió temporal d'homes joves que es feia a Creta.
Els que complien 18 anys i ho convenien passaven a viure junts fins que es casaven. Anteriorment vivien a la casa dels seus pares. Els joves s'inscrivien a l'agela de natura aristocràtica, ja que en formaven part només els fills de les famílies més nobles. Feien exercicis gimnàstics, militars, i caceres sota la superintendència d'un controlador anomenat ἀγελάτης ("agelátes"), que era el pare d'un dels joves i supervisava els seus exercicis, els corregia i els castigava si era necessari. Aquest supervisor responia davant de l'estat, que finançava l'agela amb diners públics.
Amb el matrimoni, que es feia de tots al mateix temps s'acabava l'agela, i llavors participaven a la sissítia, el menjar comunitari. El costum es va conservar molt de temps en algunes parts de Creta.